# Championnat d'Irlande de basket-ball
La Superleague est la première division du championnat d'Irlande de basket-ball. Ce championnat regroupe les 8 meilleures équipes irlandaises, réparties en deux conférences Nord et Sud de 4 équipes chacune. La saison se termine par des playoffs.

## Palmarès
- 1973/74 Blue Demons, Cork
- 1974/75 Killester Dublin
- 1975/76 Killester Dublin
- 1976/77 Killester Dublin
- 1977/78 Marian, Dublin
- 1978/79 Saint Vincent’s Dublin
- 1979/80 Saint Vincent’s Dublin
- 1980/81 Blue Demons, Cork
- 1981/82 Gleneagle, Killarney
- 1982/83 Burgerland Neptune, Cork
- 1983/84 Britvic Blue Demons, Cork
- 1984/85 Burgerland Neptune, Cork
- 1985/86 Burgerland Neptune, Cork
- 1986/87 Burgerland Neptune, Cork
- 1987/88 Burgerland Neptune, Cork
- 1988/89 Dawn Milk Blue Demons, Cork
- 1989/90 Burgerland Neptune, Cork
- 1990/91 Burgerland Neptune, Cork
- 1991/92 Connacht Gold Ballina
- 1992/93 North Monastery, Cork
- 1993/94 Jameson Saint Vincent’s, Dublin
- 1994/95 Neptune, Cork
- 1995/96 Garvey’s Tralee Tigers
- 1996/97 Neptune Camtec, Cork
- 1997/98 Star of the Sea, Belfast
- 1998/99 Star of the Sea, Belfast
- 1999/00 Neptune, Cork
- 2000/01 Killester Dublin
- 2001/02 Tralee Tigers
- 2002/03 Neptune, Cork
- 2003/04 Tralee Tigers
- 2004/05 UCC Demons
- 2005/06 DCU Saints
- 2006/07 Killester Dublin
- 2007/08 Tralee Tigers
- 2008/09 UCC Demons
- 2009/10 Killester Dublin
- 2010/11 Killester Dublin
- 2011/12 UL Eagles
- 2012/13 UCC Demons
- 2013/14 UCC Demons
- 2014/15 UCC Demons
- 2015/16 UCC Demons
- 2016/17 Tralee Warriors
- 2017/18 Tralee Warriors
- 2018/19 Templeogue
- 2019/20 Star of the Sea, Belfast
- 2020/21 Non attribué pour cause de Pandémie de Covid-19
- 2021/22 Tralee Warriors
- 2022/23 Ballincollig
- 2023/24 Éanna
- 2024/25 UCC Demons

## Bilan par club
| Club                       | Ville        | Titres |
| -------------------------- | ------------ | ------ |
| Burgerland Neptune         | Cork         | 11     |
| Killester                  | Dublin       | 8      |
| Blue Demons                | Cork         | 9      |
| Saint Vincent's            | Dublin       | 3      |
| Tralee Tigers              | Tralee       | 3      |
| Star of the Sea            | Belfast      | 3      |
| UL Eagles                  | Limerick     | 2      |
| Marian                     | Dublin       | 2      |
| Tralee Warriors            | Tralee       | 2      |
| Templeogue Basketball Club | Dublin       | 1      |
| Killarney                  | Killarney    | 1      |
| Ballina                    | Ballina      | 1      |
| North Monastery            | Cork         | 1      |
| Waterford                  | Waterford    | 1      |
| Ballincollig               | Ballincollig | 1      |
| Éanna                      | Dublin       | 1      |